# 11 mars 2000
Le 11 mars 2000 est le 71e jour de l'année 2000 du calendrier grégorien. Il s'agit d'un samedi. 

## Évènements

### Parcs de loisirs
Les montagnes russes Superman Krypton Coaster ouvrent dans le parc Six Flags Fiesta Texas aux États-Unis.

### Politique
Ricardo Lagos devient président du Chili à la place d'Eduardo Frei Ruiz-Tagle,.

### Sport
Dans le cadre de la Coupe du monde de ski alpin 2000, l'autrichien Christian Mayer remporte le slalom géant d'Hinterstoder dans son pays.

## Décès
- Kazimierz Brandys, écrivain, essayiste et scénariste polonais né le 27 octobre 1916[5]
- Alfred Schwarzmann, gymnaste allemand né le 23 mars 1912[6]